# HNL 2025./26.
Hrvatska nogometna liga 2025./26. (službeno: SuperSport Hrvatska nogometna liga) je 35. sezona HNL-a koja je započela 1. kolovoza 2025., a završava u svibnju 2026. Deset momčadi odigrat će po 36 utakmica četverokružnim sustavom uz stanku na prijelazu godina koja sezonu dijeli na proljetni i jesenski dio.
Branitelj naslova prvaka je Rijeka.

## Momčadi
| Klub                        | Grad          | Stadion                           | Kapacitet | Trener              | Dresovi       |
| --------------------------- | ------------- | --------------------------------- | --------- | ------------------- | ------------- |
| HNK Rijeka                  | Rijeka        | Stadion Rujevica                  | 8279      | Radomir Đalović     | Joma          |
| GNK Dinamo Zagreb           | Zagreb        | Stadion Maksimir                  | 24 095    | Mario Kovačević     | Castore       |
| HNK Hajduk Split            | Split         | Gradski stadion Poljud            | 34 198    | Gonzalo García      | Adidas        |
| NK Varaždin Varaždin        | Varaždin      | Stadion Varteks                   | 10 800    | Nikola Šafarić      | Capelli Sport |
| NK Slaven Belupo Koprivnica | Koprivnica    | Gradski stadion „Ivan Kušek Apaš” | 3134      | Mario Gregurina     | Jako          |
| NK Istra 1961               | Pula          | Stadion Aldo Drosina              | 8900      | Goran Tomić         | Joma          |
| NK Osijek                   | Osijek        | Opus Arena                        | 13 005    | Simon Rožman        | 2Rule         |
| NK Lokomotiva Zagreb        | Zagreb        | Stadion Maksimir                  | 24 095    | Nikica Jelavić      | Macron        |
| HNK Gorica Velika Gorica    | Velika Gorica | Gradski stadion                   | 5200      | Mario Carević       | Alpas         |
| HNK Vukovar 1991            | Vukovar       | Stadion HNK Cibalia Vinkovci      | 8200      | Gordon Schildenfeld | Nike          |

## Stadioni
| GNK Dinamo Zagreb                   | HNK Gorica | HNK Hajduk Split                                                                                                  | NK Istra 1961                |
| ----------------------------------- | --- | --- | ---------------------------- |
| Stadion Maksimir                    | Gradski stadion Velika Gorica                                                                                     | Stadion Poljud | Stadion Aldo Drosina         |
| Kapacitet: 35 423 (trenutno 24 095) | Kapacitet: 5200                                                                                                   | Kapacitet: 34 198                                                                                                 | Kapacitet: 8900              |
|                                     | | |                              |
| NK Lokomotiva                       | Dinamo · LokomotivaGoricaHajdukIstra 1961OsijekRijekaSlavenVaraždinVukovar 1991class=notpageimage\| HNL 2025./26. | Dinamo · LokomotivaGoricaHajdukIstra 1961OsijekRijekaSlavenVaraždinVukovar 1991class=notpageimage\| HNL 2025./26. | NK Osijek                    |
| Stadion Maksimir                    | Dinamo · LokomotivaGoricaHajdukIstra 1961OsijekRijekaSlavenVaraždinVukovar 1991class=notpageimage\| HNL 2025./26. | Dinamo · LokomotivaGoricaHajdukIstra 1961OsijekRijekaSlavenVaraždinVukovar 1991class=notpageimage\| HNL 2025./26. | Opus Arena                   |
| Kapacitet: 35 423 (trenutno 24 095) | Dinamo · LokomotivaGoricaHajdukIstra 1961OsijekRijekaSlavenVaraždinVukovar 1991class=notpageimage\| HNL 2025./26. | Dinamo · LokomotivaGoricaHajdukIstra 1961OsijekRijekaSlavenVaraždinVukovar 1991class=notpageimage\| HNL 2025./26. | Kapacitet: 13 005            |
|                                     | Dinamo · LokomotivaGoricaHajdukIstra 1961OsijekRijekaSlavenVaraždinVukovar 1991class=notpageimage\| HNL 2025./26. | Dinamo · LokomotivaGoricaHajdukIstra 1961OsijekRijekaSlavenVaraždinVukovar 1991class=notpageimage\| HNL 2025./26. |                              |
| HNK Rijeka                          | NK Slaven Belupo                                                                                                  | NK Varaždin Varaždin                                                                                              | HNK Vukovar 1991             |
| Stadion Rujevica                    | Stadion Ivan Kušek-Apaš                                                                                           | Stadion Varteks                                                                                                   | Stadion HNK Cibalia Vinkovci |
| Kapacitet: 8279                     | Kapacitet: 3134                                                                                                   | Kapacitet: 10 800                                                                                                 | Kapacitet: 8200              |
|                                     | | |                              |

## Ljestvica
| Poz. | Momčad            | U | P | N | I | G+ | G– | G+/– | Bod. | Nastavak natjecanja ili ispadanje |
| ---- | ----------------- | - | - | - | - | -- | -- | ---- | ---- | --------------------------------- |
| 1.   | Dinamo Zagreb (P) | 3 | 3 | 0 | 0 | 7  | 0  | +7   | 9    | UEFA Liga prvaka                  |
| 2.   | Hajduk Split      | 3 | 3 | 0 | 0 | 7  | 1  | +6   | 9    | UEFA Europska liga                |
| 3.   | Gorica            | 3 | 1 | 1 | 1 | 4  | 4  | 0    | 4    | UEFA Konferencijska liga          |
| 4.   | Rijeka            | 3 | 1 | 1 | 1 | 2  | 2  | 0    | 4    | UEFA Konferencijska liga          |
| 5.   | Lokomotiva Zagreb | 3 | 1 | 1 | 1 | 4  | 5  | −1   | 4    |                                   |
| 6.   | Slaven Belupo     | 3 | 1 | 0 | 2 | 3  | 6  | −3   | 3    |                                   |
| 7.   | Istra 1961        | 3 | 0 | 2 | 1 | 4  | 5  | −1   | 2    |                                   |
| 8.   | Varaždin          | 3 | 0 | 2 | 1 | 2  | 4  | −2   | 2    |                                   |
| 9.   | Osijek            | 3 | 0 | 2 | 1 | 0  | 2  | −2   | 2    |                                   |
| 10.  | Vukovar 1991 (R)  | 3 | 0 | 1 | 2 | 1  | 5  | −4   | 1    | 1. NL                             |

## Rezultatska križaljka
stanje: 3. kolo, ažurirano 17. kolovoza 2025.
| Prvi ciklus (1. – 18. kolo) | Prvi ciklus (1. – 18. kolo) | Prvi ciklus (1. – 18. kolo) | Prvi ciklus (1. – 18. kolo) | Prvi ciklus (1. – 18. kolo) | Prvi ciklus (1. – 18. kolo) | Prvi ciklus (1. – 18. kolo) | Prvi ciklus (1. – 18. kolo) | Prvi ciklus (1. – 18. kolo) | Prvi ciklus (1. – 18. kolo) | Prvi ciklus (1. – 18. kolo) |                    | Drugi ciklus (19. – 36. kolo) | Drugi ciklus (19. – 36. kolo) | Drugi ciklus (19. – 36. kolo) | Drugi ciklus (19. – 36. kolo) | Drugi ciklus (19. – 36. kolo) | Drugi ciklus (19. – 36. kolo) | Drugi ciklus (19. – 36. kolo) | Drugi ciklus (19. – 36. kolo) | Drugi ciklus (19. – 36. kolo) | Drugi ciklus (19. – 36. kolo) | Drugi ciklus (19. – 36. kolo) |
| Domaća / Gostujuća          | DIN                         | GOR                         | HAJ                         | IST                         | LOK                         | OSI                         | RIJ                         | SLA                         | VAR                         | VUK                         | Domaća / Gostujuća | DIN                           | GOR                           | HAJ                           | IST                           | LOK                           | OSI                           | RIJ                           | SLA                           | VAR                           | VUK                           |                               |
| --------------------------- | --------------------------- | --------------------------- | --------------------------- | --------------------------- | --------------------------- | --------------------------- | --------------------------- | --------------------------- | --------------------------- | --------------------------- | ------------------ | ----------------------------- | ----------------------------- | ----------------------------- | ----------------------------- | ----------------------------- | ----------------------------- | ----------------------------- | ----------------------------- | ----------------------------- | ----------------------------- | ----------------------------- |
| Dinamo Zagreb               | —                           |                             |                             |                             |                             |                             |                             |                             |                             | 3:0                         | Dinamo Zagreb      | —                             |                               |                               |                               |                               |                               |                               |                               |                               |                               |                               |
| Gorica                      |                             | —                           |                             |                             |                             |                             |                             |                             |                             |                             | Gorica             |                               | —                             |                               |                               |                               |                               |                               |                               |                               |                               |                               |
| Hajduk Split                |                             | 2:0                         | —                           | 2:1                         |                             |                             |                             | 3:0                         |                             |                             | Hajduk Split       |                               |                               | —                             |                               |                               |                               |                               |                               |                               |                               |                               |
| Istra 1961                  |                             |                             |                             | —                           | 2:2                         |                             |                             |                             |                             |                             | Istra 1961         |                               |                               |                               | —                             |                               |                               |                               |                               |                               |                               |                               |
| Lokomotiva Zagreb           |                             | 1:3                         |                             |                             | —                           |                             |                             |                             |                             | 1:0                         | Lokomotiva Zagreb  |                               |                               |                               |                               | —                             |                               |                               |                               |                               |                               |                               |
| Osijek                      | 0:2                         |                             |                             |                             |                             | —                           | 0:0                         |                             |                             |                             | Osijek             |                               |                               |                               |                               |                               | —                             |                               |                               |                               |                               |                               |
| Rijeka                      | 0:2                         |                             |                             |                             |                             |                             | —                           | 2:0                         |                             |                             | Rijeka             |                               |                               |                               |                               |                               |                               | —                             |                               |                               |                               |                               |
| Slaven Belupo               |                             |                             |                             |                             |                             |                             |                             | —                           | 3:1                         |                             | Slaven Belupo      |                               |                               |                               |                               |                               |                               |                               | —                             |                               |                               |                               |
| Varaždin                    |                             | 1:1                         |                             |                             |                             | 0:0                         |                             |                             | —                           |                             | Varaždin           |                               |                               |                               |                               |                               |                               |                               |                               | —                             |                               |                               |
| Vukovar 1991                |                             |                             |                             | 1:1                         |                             |                             |                             |                             |                             | —                           | Vukovar 1991       |                               |                               |                               |                               |                               |                               |                               |                               |                               | —                             |                               |

 Izvor: 

## Statistika

### Najbolji strijelci
Ažurirano: 3. kolo (17. kolovoza 2025.)
| Pogotci | Igrač |
| ------- | --- |
| 3       | Dion Drena Beljo (Dinamo) |
| 2       | Sandro Kulenović (Dinamo), Yassine Benrahou (Hajduk), Abdoulie Sanyang (Hajduk) |
| 1       | Fabijan Krivak (Lokomotiva), Luka Stojković (Dinamo), Šimun Butić (Rijeka), Ante Matej Jurić (Rijeka), Fran Karačić (Hajduk), Smail Prevljak (Istra), Filip Čuić (Gorica), Mario Marina (Varaždin), Gabriel Vidović (Dinamo), Dušan Vuković (Lokomotiva), Mirko Sušak (Lokomotiva), Salim Fago Lawal (Istra), Saydou Bangura (Istra), Iuri Tavares (Varaždin), Ivan Božić (Slaven Belupo), Adrian Liber (Slaven Belupo), Josip Mitrović (Slaven Belupo), Michele Šego (Hajduk), Stjepan Lončar (Istra), Lovro Banovec (Vukovar), Domagoj Antolić (Lokomotiva), Jurica Pršir (Gorica), Iker Pozo (Gorica), Ante Erceg (Gorica), Rokas Pukštas (Hajduk) |

### Najbolji asistenti
Ažurirano: 3. kolo (17. kolovoza 2025.)
| Asistencije | Igrač |
| ----------- | --- |
| 2           | Mateo Lisica (Dinamo), Frane Maglica (Varaždin), Adriano Jagušić (Slaven Belupo) |
| 1           | Domagoj Antolić (Lokomotiva), Moris Valinčić (Dinamo), Šimun Butić (Rijeka), Abdoulie Sanyang (Hajduk), Salim Fago Lawal (Istra), Ante Kavelj (Gorica), Scott McKenna (Dinamo), Arbër Hoxha (Dinamo), Marko Pajač (Lokomotiva), Stjepan Lončar (Istra), Paul Tabinas (Vukovar), Žan Trontelj (Gorica), Ognjen Bakić (Gorica), Dejan Ljubičić (Dinamo), Dario Melnjak (Hajduk), Michele Šego (Hajduk) |

## Zanimljivosti
Ažurirano: 3. kolo (17. kolovoza 2025.)
| najbolja obrana               | Dinamo                                           | 0 primljenih pogodaka  |
| najlošija obrana              | Slaven Belupo                                    | 6 primljenih pogodaka  |
| najbolji napad                | Dinamo, Hajduk                                   | 7 postignutih pogodaka |
| najlošiji napad               | Osijek                                           | 0 postignutih pogodaka |
| najviše pobjeda               | Dinamo, Hajduk                                   | 3 pobjede              |
| najviše neriješenih utakmica  | Istra, Varaždin, Osijek                          | 2 neriješene utakmice  |
| najviše poraza                | Vukovar 1991, Slaven Belupo                      | 2 poraza               |
| najveća posjećenost utakmice  | Hajduk 2:1 Istra (3. kolovoza 2025. 21:45)       | 25 501 gledatelja      |
| najmanja posjećenost utakmice | Lokomotiva 1:3 Gorica (16. kolovoza 2025. 18:15) | 386 gledatelja         |

## Vanjske poveznice
- hnl.hr
- hns-cff.hr, stranica lige
- uefa.com, stranica lige